# Марк Акценна Гельвий Агриппа
Марк Акценна Гельвий Агриппа (лат. Marcus Accenna Helvius Agrippa) — римский государственный деятель первой половины II века.

## Биография
Агриппа происходил из испанского города Гиспалис и относился к Галериевой трибе. Благодаря надписи, найденной в Алькала-де-Гуадаира, известны отдельные этапы его карьеры. Надпись была изготовлена по заказу его сына, носившего такое же имя. Она, как и период жизни Агриппы, датируется первой половиной II века. Возможно, с ними связаны некий Марк Гельвий Агриппа и его сын с таким же именем, упомянутые в одной надписи из Гиспалиса.
Свой cursus honorum Агриппа, вероятно, проходил между последними годами правления Адриана и первыми годами правления Антонина Пия. Пий Карьеру он начал в качестве трибуна латиклавий в XX Победоносном Валериевом легионе, главный лагерь которого находился в Дева Виктрикс в провинции Британия, а затем в XVI Стойком Флавиевом легионе, который дислоцировался в провинции Сирия. После военной службы Агриппа занимал должность начальника тюрем как этап вигинтивирата. Впоследствии он был квестором в Африке и легатом при проконсуле той же провинции. После возвращения в Рим Агриппа последовательно занимал должности народного трибуна и претора.
Агриппа умер в возрасте 34 лет, 3 месяцев и 23 дней.